# Рисаламанде
Рисаламанде (дан. risalamande від фр. riz à l'amande — «рис з мигдалем») — традиційний данський десерт, холодний рисовий пудинг зі збитими вершками та мигдалем. Зазвичай подають із гарячим вишневим соусом (дан. kirsebærsovs) в кінці різдвяної вечері.

## Історія
Рисова каша з корицею була традиційною святковою стравою в Данії протягом багатьох століть. Імпортний рис був дорогим, і тому страви з нього не входили до повсякденного раціону. Холодна рисова каша з вином описана в кулінарній книзі Anna Wecker kogebog в 1616 році. Рисовий десерт з соусом «рисаламанде» вперше представлений в 1837 році в кулінарній книзі Kogebog for smaa Huusholdninger мадам Мангор. 
Десерт здобув популярність, коли ціни на рис знизилися, і рисовий пудинг перестав бути ексклюзивною стравою. Після Другої світової війни рисаламанде стали подавати як «економний» десерт, оскільки додавання легко доступних вершків дозволило зменшити кількість дорогого рису в одній порції. 
У другій половині XX століття рисаламанде став обов'язковою стравою для різдвяного столу в Данії. Традиційно рисовий пудинг готують заздалегідь, у малий святвечір (дан. lillejuleaften) 23 грудня. Запозичивши у французів традицію обирати «бобового короля», данці при приготуванні кладуть у десерт один цілий мигдалевий горіх. Людина, яка знайшла у своїй тарілці цей горіх, пред'являє його та отримує «мигдалевий подарунок» (дан. mandelgave) — наприклад, шоколадне серце, іграшку або монету. У скандинавській культурі мигдалевим подарунком традиційно була марципанова свинка — фігурка, виліплена з марципану спеціально для різдвяної вечері ; у німецькій традиції марципанову свинку (нім. Glücksschwein) дарують як побажання удачі в новому році. Щасливчику належить приховувати свою знахідку якомога довше, щоб інші учасники різдвяної вечері були змушені доїсти свій рисаламанде до дна, попри попередню рясну трапезу. 

## Рецепт
Кругло-зернистий рис варять у воді й молоці, додають цукор і ваніль, остуджують. У в'язку холодну кашу додають подрібнений або рубаний бланшований мигдаль і збиті вершки. Вишневий соус для десерту готують із замороженої або консервованої вишні з цукром і загущують крохмалем. 
Десерт доповнюють соусом безпосередньо під час подачі, щоб мигдаль-вершковий рис був холодним, а соус гарячим. Іноді вишневий соус замінюють варенням або сиропом, можна використовувати й інші ягоди. У деяких ресторанах рисаламанде подають з мигдалевим морозивом або апельсиновою цедрою.

## Різновиди
Інша традиційна данська різдвяна страва risengrød — класичний рисовий пудинг без вершків і мигдалю — подають гарячим з вершковим маслом і корицею. 
Подібний рисаламанде десерт у Швеції називають «рис а-ля Мальта» (швед. ris à la Malta), його готують з холодного рисового пудингу зі збитими вершками, цукром і ваніллю, а мигдаль не є обов'язковим компонентом. Десерт подають із теплим ягідним соусом, варенням або замороженими ягодами. Аналогічну страву зі шматочками апельсинів називають apelsinris. Вважається, що їдець, що знайшов у своїй порції горіх, одружується або вийде заміж до наступного Різдва. 

У Норвегії аналогічна страва називається «рискрем» (норв. riskrem — «рисовий крем»). Тут подрібнений мигдаль зазвичай не додають в страву при приготуванні, а посипають ним готовий десерт під час подачі. Соус частіше готують з малини або полуниці. 

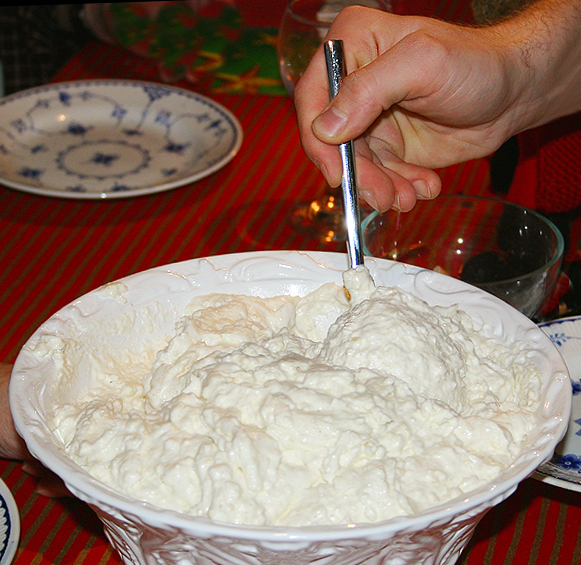
Рисаламанде
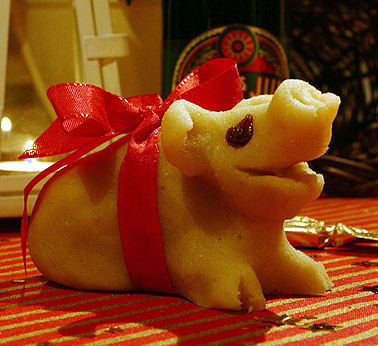
Марципанова свинка — традиційний «мигдалевий подарунок»
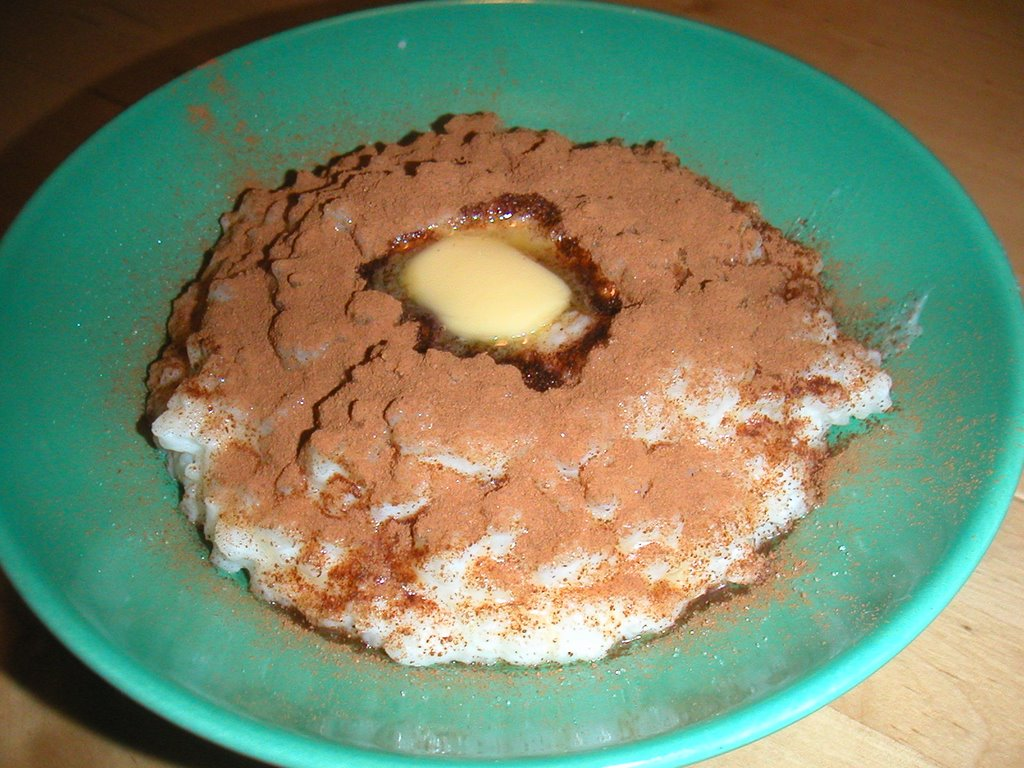
Рисенгрод — гарячий рисовий пудинг з корицею і вершковим маслом
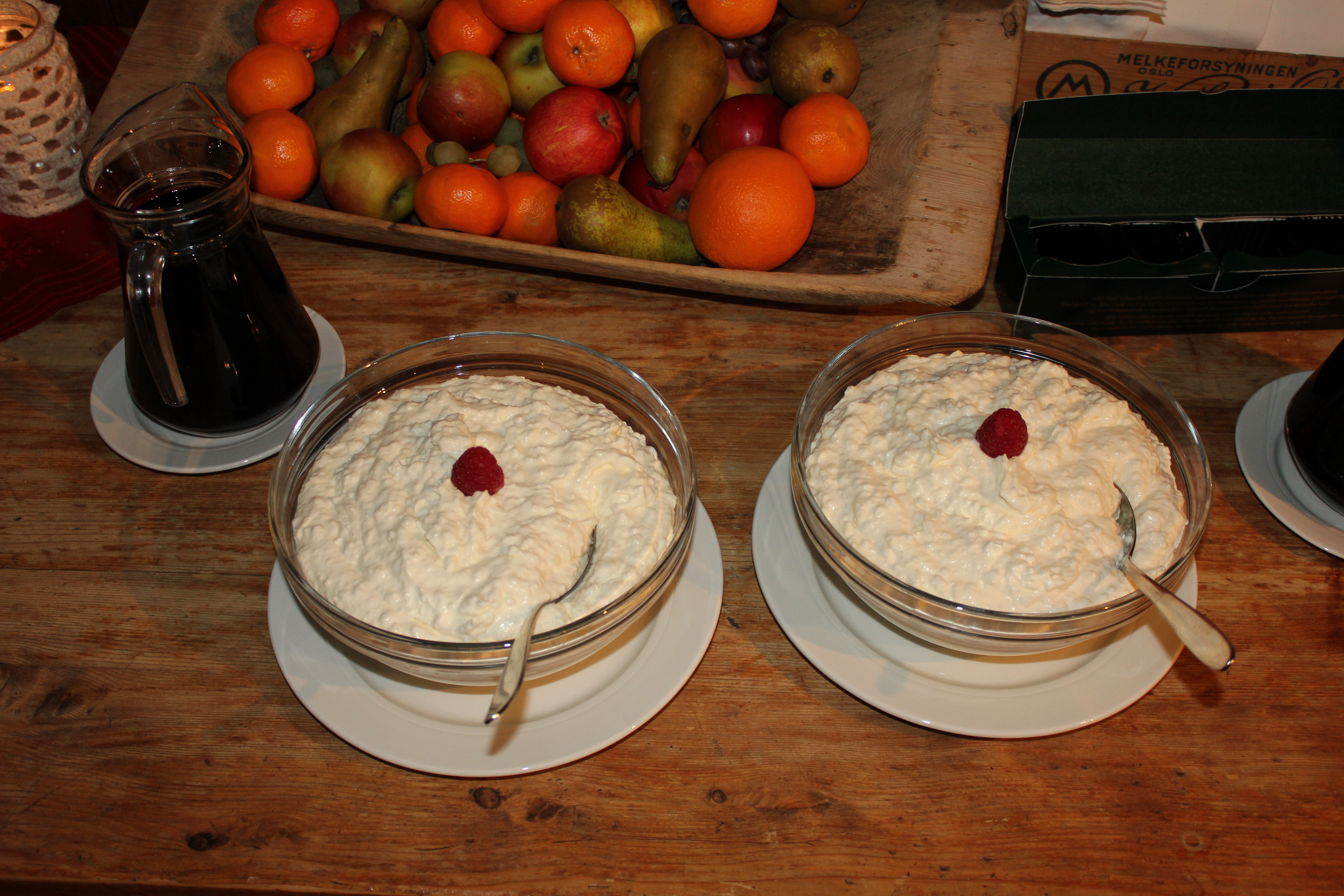
Норвезький рискрем